# Zamieszki na stadionie w Port Saidzie
Tragedia na stadionie w Port Saidzie – wydarzyła się 1 lutego 2012 roku na stadionie w egipskim mieście Port Said. Po zakończeniu meczu między drużynami Al-Masry Port Said oraz Al-Ahly Kair, doszło do zamieszek, w wyniku których zginęły 74 osoby, a blisko 1000 zostało rannych. Incydent ten jest największą stadionową katastrofą, jaka kiedykolwiek wydarzyła się w Egipcie.

## Mecz i zamieszki
1 lutego 2012 roku na stadionie w Port Saidzie doszło do ligowego meczu drużyny Al-Masry z Al-Ahly. Kluby te oraz ich kibice są odwiecznymi rywalami. Spotkanie rozpoczęło się o godzinie 15:30. Po pierwszej połowie drużyna gości prowadziła 1:0. Ostatecznie mecz zakończył się zwycięstwem drużyny gospodarzy 3:1, a tym samym klub z Kairu doznał pierwszej porażki w sezonie. Po zakończonym meczu kibice gospodarzy licznie wtargnęli na murawę, podążając następnie w kierunku sektora gości. Piłkarze Al-Ahly, gonieni przez kibiców zdążyli uciec do szatni, jednak trener gości, Manuel José nie zdążył się ukryć i został pobity. Pod trybuną przyjezdnych doszło do starcia kibiców. Wiele osób było uzbrojonych w noże, butelki oraz kamienie. Zamieszki bezskutecznie usiłowali stłumić policjanci oraz ochroniarze, choć postawa służb porządkowych na stadionie budzi kontrowersje i jest oceniana jako zbyt bierna, lub wręcz tendencyjna. Z niewiadomych powodów zamknięta była również brama w tunelu, przez który próbowali uciekać kibice, co doprowadziło do śmierci wielu z nich. Kilkanaście minut później, starcia przeniosły się na tereny położone przed stadionem.
Ostatecznie, w wyniku starć zginęły 74 osoby, a blisko 1000 zostało rannych. Wśród ofiar znalazło się 72 kibiców Al-Ahly, 1 kibic Al-Masry oraz 1 policjant. Minister zdrowia Hesham Sheiha poinformował, że wśród ofiar są ochroniarze i policjanci, którzy próbowali stłumić zamieszki. Według świadków, wiele osób zostało zadeptanych, gdy kibice usiłowali wedrzeć się na murawę stadionu; inni natomiast mieli ponieść śmierć spadając z wyższych części trybun.

## Reakcje władz
Po tragedii, egipska federacja piłkarska podjęła decyzję o zawieszeniu wszelkich rozgrywek piłkarskich do odwołania. Ponadto, premier Egiptu – Kamal al-Dżanzuri, ogłosił dymisję całego zarządu rodzimej federacji piłkarskiej. Zdymisjonowany został również gubernator Port Saidu.
2 lutego rządząca w Egipcie Najwyższa Rada Wojskowa ogłosiła trzydniową żałobę narodową.
26 stycznia 2013 sąd w Port Saidzie ogłosił wyrok śmierci przez powieszenie na 21 pseudokibicach odpowiedzialnych o udział w zamieszkach  w Port Saidzie. Tuż po ogłoszeniu wyroku przed budynkiem więzienia, w którym przetrzymywani są oskarżeni i skazani, wybuchły kolejne zamieszki. Setki kibiców, owacyjnie przyjęło wyrok, jednak pozostała część zaatakowała policję. Rozwścieczeni kibice atakowali posterunki policji i sympatyków innych drużyn. W ulicznych zamieszkach zginęły 22 osoby.